# Juno Awards 2019
Die Juno Awards 2019 wurden vom 16. bis zum 17. März in London, Ontario  vergeben. Die Liveübertragung wurde im Budweiser Gardens aufgezeichnet. Veranstaltungen rund um die Preisverleihung fanden ab dem 11. März statt. Es war das erste Mal, dass die  Juno Awards in London vergeben wurden. Die Moderation übernahm Sarah McLachlan.
Shawn Mendes gewann mit fünf Preisen die meisten Awards, darunter auch Artist of the Year, Album of the Year und Single of the Year.

## Veranstaltungsort
Die Canadian Academy of Recording Arts and Sciences (CARAS) verkündete ihre Entscheidung, die Juno Awards in London vergeben zu wollen am 29. Januar 2018. London bot 1,7 Millionen Dollar, der Stadtrat selbst steuerte 500.000 Dollar bei.
CARAS hatte auch in Hamilton, Ontario angefragt, obwohl die Stadt eigentlich erst für 2020 mitbieten wollte. Hamiltons Stadtrat veranschlagte 550.000 Dollar, blieb aber mit 1,5 Millionen unter dem Angebot von London.
Saskatoon, das 2007 erstmals die Awards abhielt, versuchte auch die Awards für 2019 zu bekommen, schaffte es aber nicht, die nötige Summe für das Verfahren aufzubringen, da sich die Provinz Saskatchewan nicht beteiligte. Die Stadt gewann dafür das Verfahren für die Juno Awards 2020, die jedoch auf Grund der COVID-19-Pandemie letztlich eine reine Onlineveranstaltung wurden.

## Verleihwoche
Am 15. März 2019 fand das Benefiz-Eishockey-Spiel Juno Cup im Western Fair District Sports Centre statt. Die Rockers, ein Team bestehend aus Rockmusikern, gewannen das Spiel mit 7-5 gegen die NHL Greats, ehemalige Profispieler der National Hockey League. Es war der zweite Sieg der Rockers sowie der erste seit 2009.
Alan Doyle von Great Big Sea veranstaltete am 17. März die Podiumsdiskussion Songwriters Circle.
Die meisten Awards wurden während einer Gala im London Convention Centre am 16. März vergeben, die von Ben Kowalewicz (Billy Talent) und Julie Nesrallah (CBC) moderiert wurde.
Bei der Hauptveranstaltung trat das Duo Loud Luxury auf, das aus London stammte. Weitere Künstler bei der Fernsehübertragung waren Coeur de Pirate, Corey Hart, Loud, Jeremy Dutcher mit Blake Pouliot und The Reklaws. Die Übertragung fand über das Fernseh-, Radio- und Streaming-Angebot von CBC statt und erreichten 1,2 Millionen Zuschauer beziehungsweise Zuhörer, wobei die Streamingangebote etwa 270.000 ausmachten. Damit erreichte die Veranstaltung 14 % mehr Reichweite als 2018.
Das JunoFest fand in verschiedenen Liveclubs vom 15. bis zum 16. März statt. Unter den auftretenden Künstlern waren Tokyo Police Club, Exco Levi, Texas King und Whitehorse.

## Liveauftritte
| Künstler                                                  | Lieder                              |
| Hauptshow                                                 | Hauptshow                           |
| --------------------------------------------------------- | ----------------------------------- |
| Loud Luxury brando Cheer Western The Western Mustang Band | Body                                |
| The Reklaws                                               | Long Live the Night                 |
| Bahamas                                                   | Way with Words                      |
| Tyler Shaw                                                | With You                            |
| Sarah McLachlan                                           | Beautiful Girl In Your Shoes        |
| Shawn Mendes (Aufnahme)                                   | In My Blood                         |
| Jeremy Dutcher                                            | Sakomawit                           |
| Cœur de pirate Loud                                       | Dans la nuit                        |
| Arkells                                                   | Hand Me Downs                       |
| NAV                                                       | Champion Wanted You                 |
| Corey Hart                                                | Never Surrender Sunglasses at Night |

## Moderatoren

### Hauptshow
- Loud Luxury und brando – kündigten Sarah McLachlan an
- Simu Liu (aus Kim's Convenience) und Killy – präsentierten Group of the Year
- The Reklaws – präsentierten Album of the Year
- Pablo Rodríguez (Minister of Canadian Heritage) und Elisapie Isaac – präsentierten Breakthrough Artist of the Year
- Sarah McLachlan – präsentierte die Aufnahme in die Canadian Music Hall of Fame von Corey Hart
- Sting und David Foster – präsentierten R&B/Soul Recording of the Year
- Cœur de pirate and Loud – präsentierten Country Album of the Year
- Amanda Parris and Jessie Reyez – präsentierten den Fan Choice Award

## Gewinner und Nominierte
Die Nominierungen wurden am 29. Januar 2019 verkündet.
David Foster gewann den Humanitarian Award für seine verschiedenen Charity-Aktionen und seine Stiftung, die Familien mit Angehörigen, die eine Organspende erhalten haben, unterstützt. Corey Hart wurde in die Canadian Music Hall of Fame aufgenommen.
Duff Roman, der unter anderem bei CHUM-FM arbeitete, erhielt den Walt Grealis Special Achievement Award.
Shawn Mendes gewann die Kategorien Album of the Year, Artist of the Year, Pop Album of the Year, Single of the Year und Songwriter of the Year. Er konnte die Awards allerdings nicht selbst in Empfang nehmen, da er auf Europa-Tournee war, nahm aber den Song In My Blood  für die Ausstrahlung am 4. März in Amsterdam auf.

### Personen
| Artist of the Year | Group of the Year |
| --- | --- |
| Shawn Mendes - Michael Bublé - Alessia Cara - The Weeknd - Tory Lanez | Arkells - Chromeo - Metric - The Sheepdogs - Three Days Grace |
| Breakthrough Artist of the Year | Breakthrough Group of the Year |
| bülow - Grandson - Killy - Johnny Orlando - Meghan Patrick | The Washboard Union - 88Glam - Dizzy - Elijah Woods x Jamie Fine - Loud Luxury |
| Fan Choice Award | Songwriter of the Year |
| Avril Lavigne - bülow - Alessia Cara - Elijah Woods x Jamie Fine - Killy - Loud Luxury - Shawn Mendes - NAV - Tory Lanez - The Weeknd | Shawn Mendes, Lost in Japan, Youth, In My Blood - Frank Dukes, Be Careful, Better Now, Call Out My Name - Afie Jurvanen, No Wrong, Way With Words, Any Place - Jessie Reyez, Promises, One Kiss, Apple Juice - Donovan Woods, Our Friend Bobby, Truck Full of Money, Next Year |
| Producer of the Year | Recording Engineer of the Year |
| Eric Ratz, People’s Champ, Relentless (Arkells, Rally Cry) - David Foster and Michael Bublé, My Funny Valentine, Where or When (Michael Bublé, Love) - Greg Wells, Waving Through a Window (Dear Evan Hansen, Broadway Cast Recording), This Is Me (The Greatest Showman) - Mike Wise, Not a Love Song, Two Punks in Love (bülow, Damaged) - Thomas D'Arcy, I've Got a Hole Where My Heart Should Be (The Sheepdogs, Changing Colours), Love the Way You Are (Yukon Blonde, Critical Hit) | Shawn Everett, Slow Burn, Space Cowboy (Kacey Musgraves, Golden Hour) - Ben Kaplan, Get Up, It's Alright (Mother Mother, Dance and Cry) - Jason Dufour, Truck Full of Money (Donovan Woods, Both Ways), When My Body Breaks (Kandle, Holy Smoke) - Robbie Lackritz, No Wrong, Way With Words (Bahamas, Earthtones) - Steve Bays, Flashes (Dear Rouge, Phases), UnAmerican (Said the Whale, UnAmerican) |

### Alben
| Album of the Year | Adult Alternative Album of the Year |
| --- | --- |
| Shawn Mendes, Shawn Mendes - Jann Arden, These Are the Days - Hubert Lenoir, Darlène - The Weeknd, My Dear Melancholy, - Three Days Grace, Outsider | Bahamas, Earthtones - The Barr Brothers, Queens of the Breakers - Dan Mangan, More or Less - Rhye, Blood - Gabrielle Shonk, Gabrielle Shonk |
| Adult Contemporary Album of the Year | Alternative Album of the Year |
| Michael Bublé, Love - Jann Arden, These Are the Days - Nuela Charles, Distant Danger - Molly Johnson, Meaning to Tell Ya - Whitehorse, A Whitehorse Winter Classic | Dizzy, Baby Teeth - Destroyer, Ken - Fucked Up, Dose Your Dreams - Tokyo Police Club, TPC - U.S. Girls, In a Poem Unlimited |
| Blues Album of the Year | Children’s Album of the Year |
| Colin James, Miles to Go - Jack de Keyzer, Checkmate - Sue Foley, The Ice Queen - Myles Goodwyn, Myles Goodwyn and Friends of the Blues - Samantha Martin & Delta Sugar, Run to Me | Splash’N Boots, You, Me and the Sea - Beppie, Let's Go Bananas - Ginalina, It Takes a Village - Raffi, Dog on the Floor - Sonshine and Broccoli, It's Cool to be Kind |
| Classical Album of the Year – Solo or Chamber Ensemble | Classical Album of the Year – Large Ensemble or Soloist(s) with Large Ensemble Accompaniment |
| Gryphon Trio, The End of Flowers: Works by Clarke & Ravel - Andrew Wan and Charles Richard-Hamelin, Beethoven: Violin Sonatas Nos. 6, 7 & 8 - Angela Hewitt, Scarlatti: Sonatas Vol. 2 - Blake Pouliot with Hsin-I Huang, Ravel & Debussy: Sonates - Marc-André Hamelin, Schubert: Piano Sonata in B Flat Major D.960; Four Impromptus D.935 | Toronto Symphony Orchestra conducted by Peter Oundjian feat. Louis Lortie, Sarah Jeffrey, Teng Li, and the Elmer Iseler Singers, Vaughan Williams - National Arts Centre Orchestra conducted by Alexander Shelley, New Worlds/Nouveaux Mondes - James Ehnes with Seattle Symphony and Detroit Symphony Orchestra, Newton Howard & Kernis: Violin Concertos; Tovey: Stream of Limelight - Louis Lortie with BBC Philharmonic, Saint-Saëns: Piano Concertos Nos. 1, 2 and 4 - Thunder Bay Symphony Orchestra conducted by Arthur Post with Gryphon Trio, Into the Wonder |
| Classical Album of the Year – Vocal or Choral Performance | Contemporary Christian/Gospel Album of the Year |
| Barbara Hannigan with Reinbert de Leeuw, Vienna: Fin de siècle - Montreal Symphony Orchestra and Choir, conducted by Kent Nagano with guest soloists, Bernstein: A Quiet Place - Elmer Iseler Singers feat. Patricia O’Callaghan, David Braid: Corona Divinae Misericordiae - Joyce El-Khoury, Écho - Miriam Khalil, Ayre: Live              | LoveCollide, Tired of Basic - Brian Doerksen, Grateful - Manic Drive, Into the Wild - Tim Neufeld and the Glory Boys, The Buffalo Road Show - Warren Dean Flandez, Speak |
| Country Album of the Year | Electronic Album of the Year |
| Brett Kissel, We Were That Song - Tim Hicks, New Tattoo - Jess Moskaluke, A Small Town Christmas - Meghan Patrick, Country Music Made Me Do It - The Reklaws, Feels Like That | Milk & Bone, Deception Bay - Felix Cartal, Next Season - Ekali, Crystal Eyes - Iamhill, Give it a Rest - Rezz, Certain Kind of Magic |
| Francophone Album of the Year | Indigenous Music Album of the Year |
| Loud, Une année record - Philippe Brach, Le silence des troupeaux - Cœur de pirate, En cas de tempête, ce jardin sera fermé - Hubert Lenoir, Darlène - Tire le coyote, Désherbage | Jeremy Dutcher, Wolastoqiyik Lintuwakonawa - Elisapie, The Ballad of the Runaway Girl - Northern Cree, Nitisanak – Brother and Sister - Snotty Nose Rez Kids, The Average Savage - Leonard Sumner, Standing in the Light |
| Instrumental Album of the Year | International Album of the Year |
| Gordon Grdina, China Cloud - Aerialists, Group Manoeuvre - Kevin Breit, Johnny Goldtooth and the Chevy Casanovas - The Fretless, Live from the Art Farm - Toninato/Thiessen, The Space Between Us | Post Malone, Beerbongs & Bentleys - Camila Cabello, Camila - Cardi B, Invasion of Privacy - Maroon 5, Red Pill Blues - Travis Scott, Astroworld |
| Jazz Album of the Year – Solo | Jazz Album of the Year – Group |
| Robi Botos, Old Soul - Alexis Baro, Sandstorm - Larnell Lewis, In the Moment - Renee Rosnes, Beloved of the Sky - Alison Young, So Here We Are | Andy Milne and Dapp Theory, The Seasons of Being - Allison Au Quartet, Wander Wonder - Andrew Rathbun Large Ensemble, Atwood Suites - Liebman/Murley Quartet, Live at U of T - Quinsin Nachoff's Flux, Path of Totality |
| Vocal Jazz Album of the Year | Metal/Hard Music Album of the Year |
| Laila Biali, Laila Biali - Holly Cole, Holly - Diana Krall and Tony Bennett, Love Is Here to Stay - Diana Panton, Solstice/Equinox - Jodi Proznick and Laila Biali, Sun Songs | Voivod, The Wake - Beyond Creation, Algorythm - Cancer Bats, The Spark That Moves - KEN mode, Loved - Kobra and the Lotus, Prevail II |
| Pop Album of the Year | Rock Album of the Year |
| Shawn Mendes, Shawn Mendes - bülow, Damaged - Chromeo, Head Over Heels - Hubert Lenoir, Darlène - Tyler Shaw, Intuition | Arkells, Rally Cry - Monster Truck, True Rockers - The Sheepdogs, Changing Colours - The Trews, Civilianaires - Three Days Grace, Outsider |
| Contemporary Roots Album of the Year | Traditional Roots Album of the Year |
| Donovan Woods, Both Ways - AHI, In Our Time - The Deep Dark Woods, Yarrow - Kaia Kater, Grenades - Megan Nash, Seeker | Pharis and Jason Romero, Sweet Old Religion - David Francey, The Broken Heart of Everything - The Slocan Ramblers, Queen City Jubilee - Vishtèn, Horizons - The Wailin’ Jennys, Fifteen |
| World Music Album of the Year | Comedy Album of the Year |
| Wesli, Rapadou Kreyol - Ayrad, Zoubida - Boogat, San Cristóbal Baile Inn - Emmanuel Jal and Nyaruach, Naath - Telmary y Habana Sana, Fuerza Arara | Dave Merheje, Good Friend Bad Grammar - Debra DiGiovanni, Lady Jazz - Mayce Galoni, Awkwarder - Chanty Marostica, The Chanty Show - Pat Thornton, Chicken! |

### Lieder und Aufnahmen
| Single of the Year | Classical Composition of the Year |
| --- | --- |
| Shawn Mendes, In My Blood - bülow, Not a Love Song - Alessia Cara, Growing Pains - Loud Luxury, Body - The Weeknd feat. Kendrick Lamar, Pray for Me  | Ana Sokolović, Golden Slumbers Kiss Your Eyes - Bekah Simms, Granitic - Cassandra Miller, About Bach - Nicole Lizée, Katana of Choice - Vincent Ho, Arctic Symphony                     |
| Dance Recording of the Year | R&B/Soul Recording of the Year |
| Loud Luxury, Body - Azari, Gotasoul - Dzeko and Tiësto, Jackie Chan feat. Preme and Post Malone - Jacques Greene, Avatar Beach - Keys N Krates, Cura | Jessie Reyez, Being Human in Public - Anders, Twos - Black Atlass, Pain & Pleasure - Charlotte Day Wilson, Stone Woman - The Weeknd, My Dear Melancholy                                 |
| Rap Recording of the Year | Reggae Recording of the Year |
| Tory Lanez, Love Me Now? - 88Glam, 88Glam Reloaded - Belly, Immigrant - Killy, Surrender Your Soul - NAV, Reckless                                   | Dubmatix, Sly & Robbie meet Dubmatix — Overdubbed - Blessed, Money Don't Grow Pon Trees - Chelsea Stewart, Genesis - Exco Levi, Narrative - Kafinal feat. Queen Ifrica, Talk or No Talk |

### Weitere
| Album Artwork of the Year | Video of the Year |
| --- | --- |
| Mike Milosh (art director, designer, illustrator and photographer) — Rhye, Blood - Gareth Auden-Hole (art director) and Emil Mateja (illustrator) — Jack Pine and the Fire, Left to Our Own Devices - Geordan Moore (art director, designer and illustrator) — Joshua Van Tassel, Crossworlds - Michael DeAngelis (art director and designer), Matt Barnes and Jess Baumung (photographers) — Arkells, Rally Cry - Simon Dupuis (art director, designer, illustrator and photographer) — Les Hôtesses d'Hilaire, Viens avec moi | Ali Eisner, No Depression (Bahamas) - Andrew De Zen, Places (Alaskan Tapes) - Andrew Hines, Powerless (Classified) - Ben Knechtel, Hang Ups (Scott Helman) - Peter Huang, Have a Nice Day (SonReal) |